# Distrikt Pedro Vilca Apaza
Der Distrikt Pedro Vilca Apaza liegt in der Provinz San Antonio de Putina in der Region Puno in Süd-Peru. Der Distrikt wurde am 17. März 1962 gegründet. Benannt wurde der Distrikt nach Pedro Vilca Apaza (1741–1782), ein Rebellenführer der indigenen Bevölkerung.
Der Distrikt hat eine Fläche von 143 km². Beim Zensus 2017 wurden 1909 Einwohner gezählt. Im Jahr 1993 lag die Einwohnerzahl bei 1884, im Jahr 2007 bei 2523. Verwaltungssitz des Distriktes ist die 3852 m hoch gelegene Ortschaft Ayrampuni mit 271 Einwohnern (Stand 2017). Ayrampuni liegt knapp 17 km südlich der Provinzhauptstadt Putina.

## Geographische Lage
Der Distrikt Pedro Vilca Apaza liegt im äußersten Südwesten der Provinz San Antonio de Putina im Altiplano etwa 30 km nordnordwestlich vom Titicacasee. Die Längsausdehnung in NNW-SSO-Richtung beträgt 22 km, die maximale Breite etwa 11 km. Das Areal wird vom Río Llache, einem rechten Nebenfluss des Río Huancané (auch Río Putina) nach Südosten hin entwässert.
Der Distrikt Pedro Vilca Apaza grenzt im Südwesten an den Distrikt Chupa, im Westen an den Distrikt Arapa sowie im Nordwesten an den Distrikt Azángaro (alle drei in der Provinz Azángaro), im Norden an den Distrikt Putina sowie im Südosten an die Distrikte Huatasani und Huancané (beide in der Provinz Huancané).